# Колодки (Вілейський район)
Коло́дки (біл. вёска Калодкі) — село в складі Вілейського району Мінської області, Білорусь. Село підпорядковане Іжовській сільській раді, розташоване в північній частині області.